# 리덕수
리덕수(중국어 정체자: 李德洙, 병음: Lǐ Dézhū, 리더주, 1943년 11월 ~ ) 또는 이덕수는 중화인민공화국 지린성 옌볜 조선족 자치주 왕칭 현 출신의 정치인인데, 그는 조선족 출신이다. 중화인민공화국 국가민족사무위원회의 당 위원회 서기 및 주임이며, 중앙 통일전선부의 차장(부부장)을 겸임하고 있다.

## 생애 및 경력
1965년 중국 공산당에 가입하였으며, 1967년 옌볜 대학 정치학과를 졸업하였다. 졸업 이후, 1978년까지 왕칭 현의 당 위원회에 참여하였다. 1978년 공산주의청년단 중앙위원회 위원 및 공산주의청년단 지린성 부서기를 지냈다. 1983년 지린 성 룽징 현의 서기를 맡았으며, 같은 해에 옌볜 조선족 자치주의 서기 및 주장을 겸임하였다.
그는 1985년부터 1998년까지 지린성 상무위원, 지린 성 부성장, 국가민족사무위원회 부주임, 중앙 통일전선부의 부부장을 거쳤다. 1998년 3월부터 2008년 3월까지 국가민족사무위원회의 당 위원회 서기 및 주임으로 활동하였다.
그는 중국 공산당 제 12기 중앙후보위원에 선출되었으며, 제 13기 및 14기, 15기, 16기 중앙위원에 선출되었다. 그는 제 13차 및 14차, 15차, 16차, 17차 중국공산당 전국대표대회에 대표로 참여하였다.
그는 2007년 3월 30일 설립된 중국 인류학 민족학 연구회 회장에 당선되었으며, 2008년 BBC로부터 '중화인민공화국 내 소수민족 압제의 3대 주모자' 중 한 명으로 선정되기도 하였다.